# Trận Lạp Trạch
Trận Lạp Trạch (tiếng Trung: 笠泽之战) là cuộc chiến giữa hai nước Ngô và Việt ở thời kì Chiến Quốc trong lịch sử Trung Quốc. Vào năm 478 TCN, Việt đánh Ngô và đánh bại quân đội Ngô.
Sau trận chiến, Ngô bị tổn thất lớn trong khi Việt lấy được nhiều vùng đất, đảo ngược sức mạnh giữa hai quốc gia.